# Mateucharis
Mateucharis is een geslacht van vliesvleugeligen uit de familie Eucharitidae. De wetenschappelijke naam van dit geslacht is voor het eerst geldig gepubliceerd in 1982 door Boucek & Watsham.

## Soorten
Het geslacht Mateucharis omvat de volgende soorten:
- Mateucharis glabra Boucek & Watsham, 1982
- Mateucharis rugulosa Heraty, 2002
- Mateucharis watshami Heraty, 2002